# FMA I.Ae. 37
FMA I.Ae. 37
I.Ae. 37の実寸大グライダー
- 用途：戦闘機
- 設計者：ライマール・ホルテン
- 製造者：FMA（Fábrica Militar de Aviones）
- 運用状況：試作のみ

FMA I.Ae. 37（FMA I.Ae. 37）は、1950年代にアルゼンチンで開発されたジェット戦闘機である。本機は飛行することなく、1960年に計画はキャンセルされた。

## 開発

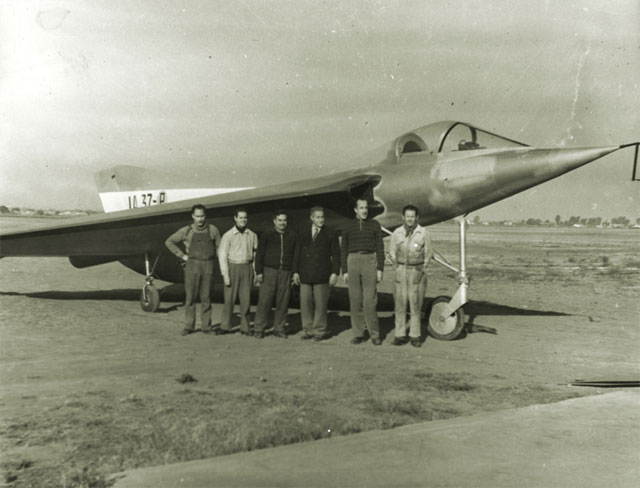
通常のコックピット形式に改められたI.Ae. 37の実寸大グライダー

ライマール・ホルテンは、1951年に自身の全翼機プロジェクトがキャンセルされた後の1952年頃にI.Ae. 37の開発に着手した。この機体は機首の左右側面にエンジン吸入口を備える全翼機の構造を取り入れたものであった。1953年に風洞テストが開始され、同時に縮尺模型により200 km/h (120 mph)の速度までの飛行テストが実施された。実寸大のグライダーが制作され、1954年10月1日に初飛行が行われた。通常の形式と最も異なっていた点はパイロットが俯せに搭乗し、ガラス張りの機首を通して視界を得ていることであった。飛行性能は優れていると考えられ、ロールス・ロイス ダーウェント Vを搭載した試作機の製作が1955年に始まったが、このエンジンは直ぐに入手できるという点でのみ選択されており実用戦闘機用としては推力不足であった。戦闘機開発の支援のために1956年にグライダーは通常形式のコックピットに改装された。その後間もなく開発プログラムは、亜音速練習機となる現行の機体と「I.Ae. 48」と命名された新型のより強力な戦闘機の2機種に分かれ、I.Ae. 48は主翼下に2つのポッドに収められたエンジンを懸架し、マッハ 2.2.(1450 mph) の速度に達するように計画された。しかし、I.Ae. 37の初飛行が予定されていた僅か1年前の1960年に財政的な理由により両機種共にプロジェクトはキャンセルされた。

## 要目
(I.Ae. 37)
- 乗員：1名
- 全長：11.78 m (38 ft 8 in)
- 全幅：10 m (32 ft 10 in)
- 全高：4.92 m (16 ft 2 in)
- 翼面積：48.0 m² (520 sq ft)
- 空虚重量：3,300 kg (7,275 lb)
- 運用重量：4,800 kg (10,582 lb)
- エンジン：ロールス・ロイス ダーウェント V ターボジェット、16.02 kN (3,600 lbf)
- 最大速度：800 km/h (500 mph; 430 kn)
- 巡航高度：11,000 m (36,089 ft)
- 航続距離：2,000 km (1,243 mi; 1,080 nmi)